# Hořičky (Polná na Šumavě)
Hořičky (německy Hörwitzl)  jsou zaniklá ves na území obce Polná na Šumavě v okrese Český Krumlov.

## Historie
První písemná zmínka o této vsi pochází z roku 1268. Od zavedení obecního zřízení v polovině 19. století byly Hořičky samostatnou obcí, jejíž součástí byly Hořičky, Beníkovice a Bílovice. V roce 1921 zde stálo 43 domů a žilo zde 301 obyvatel, z toho 2 Češi a 299 Němců. V letech 1938 až 1945 byly Hořičky v důsledku uzavření Mnichovské dohody přičleněny k nacistickému Německu. 
Po druhé světové válce se Hořičky staly součástí vojenského újezdu Boletice. Po zmenšení území vojenského újezdu Boletice (2016) jsou Hořičky vně území vojenského újezdu.